# Pirrhotin
A pirrhotin  egy nem túl gyakori, mágneses ásvány. Nevét – utalva a színére – a görög „vörösség” szóból kapta 1847-ben Ours-Pierre-Armand Petit-Dufrénoy francia geológustól. A vas és a kén aránya változó benne. Mélységi magmás kőzetekben fordul elő, de ezenkívül megtalálható – bár ritkábban – üledékes kőzetekben is. Galenittel, pirittel, szfalerittel, és egyéb szulfidokkal együtt jelentkezik.

## Előfordulása
Bázisos magmás kőzetekben az előkristályosodás terméke, pegmatitokban, magas hőmérsékleten létrejött hidrotermás telérekben, ill. üledékes és metamorf kőzetekben. Vasmeteoritokban is előfordulhat.
Megtalálható Olaszországban, Ausztriában, Romániában, Svájcban, Koszovóban, Kanadában és Mexikóban. Hazánkban a Bükkben, Szarvaskő közelében, valamint Uzsa, Komló, Badacsonyörs és Fertőrákos bizonyos részein lehet rábukkanni. 

## Képek

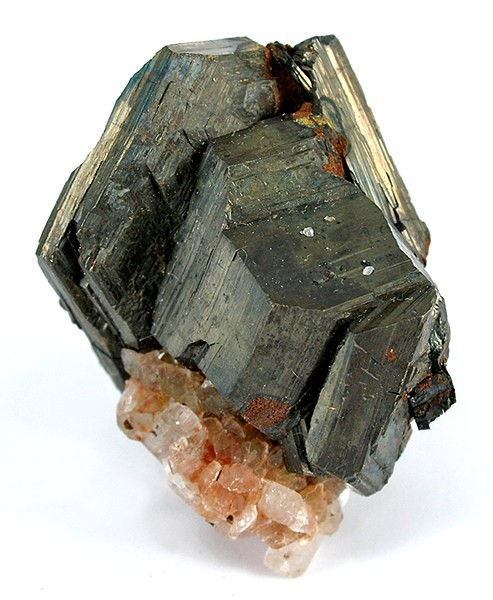
Klasszikus pirrhotin Mexikóból
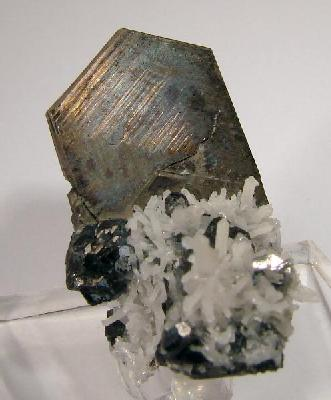
Miniatűr pirrhotin Oroszországból, melynek mérete 2,5 x 2,3 x 1,5cm
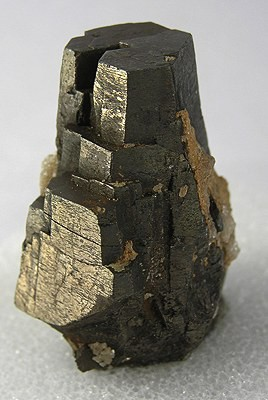
Szép, bronzfényű pirrhotin Mexikóból